# Aleksandra Perišić
Pour les articles homonymes, voir Perišić.
Aleksandra Perišić est une taekwondoïste serbe née le 2 juillet 2002 à Belgrade. Elle a remporté la médaille d'argent des moins de 67 kg aux Jeux olympiques d'été de 2024, organisés à Paris.